# Elecciones a las Cortes de Aragón de 2015
Las elecciones a Cortes de Aragón de 2015 dieron lugar a la IX Legislatura, se celebraron el 24 de mayo de dicho año, en el ámbito de las elecciones autonómicas de España de 2015.

## Sistema electoral
Para poder optar al reparto de escaños la candidatura deberá obtener al menos el 3% de los votos válidos emitidos en la circunscripción correspondiente (la provincia).

## Candidaturas

### Candidaturas con representación previa en las Cortes de Aragón

#### Partido Popular (PP)
- Nombre de la candidatura: Partido Popular
- Integrantes de la candidatura: Partido Popular de Aragón (PP Aragón)
- Cabeza de lista en Huesca: Antonio Torres
- Cabeza de lista en Teruel: Carmen Pobo
- Cabeza de lista en Zaragoza y candidata a la Presidencia: Luisa Fernanda Rudi

#### Partido Socialista Obrero Español (PSOE)
- Nombre de la candidatura: Partido Socialista Obrero Español
- Integrantes de la candidatura: Partido de los Socialistas de Aragón (PSOE Aragón)
- Cabeza de lista en Huesca: Antonio Cosculluela Bergua.[3]
- Cabeza de lista en Teruel: Vicente Guillén Izquierdo.[4]
- Cabeza de lista en Zaragoza y candidato a la Presidencia: Javier Lambán

#### Partido Aragonés (PAR)
- Nombre de la candidatura: Partido Aragonés
- Integrantes de la candidatura: Partido Aragonés (PAR)
- Cabeza de lista en Huesca: Lucía Guillén
- Cabeza de lista en Teruel: Berta Zapater
- Cabeza de lista en Zaragoza y candidato a la Presidencia: Arturo Aliaga

#### Chunta Aragonesista (CHA)
- Nombre de la candidatura: Chunta Aragonesista
- Integrantes de la candidatura: Chunta Aragonesista (CHA)
- Cabeza de lista en Huesca: Joaquín Palacín
- Cabeza de lista en Teruel: Adolfo Villanueva
- Cabeza de lista en Zaragoza y candidato a la Presidencia: José Luis Soro

#### Izquierda Unida (IU)
- Nombre de la candidatura: Izquierda Unida
- Integrantes de la candidatura: Izquierda Unida de Aragón (IUA)
- Cabeza de lista en Huesca: Miguel Aso
- Cabeza de lista en Teruel: Luis Ángel Romero
- Cabeza de lista en Zaragoza y candidato a la Presidencia: Patricia Luquin

### Candidaturas sin representación previa en las Cortes de Aragón

#### Podemos (PODEMOS)
- Nombre de la candidatura: Podemos
- Integrantes de la candidatura: Podemos Aragón (PODEMOS Aragón)
- Cabeza de lista en Huesca: Marta de Santos
- Cabeza de lista en Teruel: María Pilar Prades
- Cabeza de lista en Zaragoza y candidato a la Presidencia: Pablo Echenique

#### Ciudadanos-Partido de la Ciudadanía (Cs)
- Nombre de la candidatura: Ciudadanos-Partido de la Ciudadanía
- Integrantes de la candidatura: Ciudadanos-Partido de la Ciudadanía Aragón (Cs Aragón).
- Cabeza de lista en Huesca: Jesús Sansó
- Cabeza de lista en Teruel: Ramiro Domínguez
- Cabeza de lista en Zaragoza y candidato a la Presidencia: Susana Gaspar

#### Unión Progreso y Democracia (UPyD)
- Nombre de la candidatura: Unión Progreso y Democracia
- Integrantes de la candidatura: Unión Progreso y Democracia Aragón (UPyD Aragón)
- Cabeza de lista en Huesca: Aránzazu Simón
- Cabeza de lista en Teruel: No se presentan en esta provincia
- Cabeza de lista en Zaragoza y candidato a la Presidencia: José Luis Lajara

#### Equo (EQUO)
- Nombre de la candidatura: Equo
- Integrantes de la candidatura: Equo Aragón (EQUO Aragón)
- Cabeza de lista en Huesca: Silvia Mellado
- Cabeza de lista en Teruel: No se presentan en esta provincia
- Cabeza de lista en Zaragoza y candidato a la Presidencia: Lorenzo Meler

#### Compromiso con Aragón
- Nombre de la candidatura: Compromiso con Aragón
- Integrantes de la candidatura: Compromiso con Aragón
- Cabeza de lista en Huesca:
- Cabeza de lista en Teruel y candidato a la Presidencia: Joaquín Moreno
- Cabeza de lista en Zaragoza: Luis Miguel López

#### Partido Animalista Contra el Maltrato Animal (PACMA)
- Nombre de la candidatura: Partido Animalista Contra el Maltrato Animal
- Integrantes de la candidatura: Partido Animalista Contra el Maltrato Animal (PACMA)
- Cabeza de lista en Huesca:
- Cabeza de lista en Teruel:
- Cabeza de lista en Zaragoza: Luz Navarro

#### Federación de los Independientes de Aragón (FIA)
- Nombre de la candidatura: Federación de los Independientes de Aragón
- Integrantes de la candidatura: Federación de los Independientes de Aragón (F.I.A)
- Cabeza de lista en Huesca:
- Cabeza de lista en Teruel:
- Cabeza de lista en Zaragoza: José María Abad

#### Escaños en Blanco (EB)
- Nombre de la candidatura: Escaños en Blanco
- Integrantes de la candidatura: Escaños en Blanco (EB)
- Cabeza de lista en Huesca:
- Cabeza de lista en Teruel:
- Cabeza de lista en Zaragoza: Mª Teresa Lou

#### Bloque Aragonés (BAR)
- Nombre de la candidatura: Bloque Aragonés
- Integrantes de la candidatura: Bloque Aragonés (BAR)
- Cabeza de lista en Huesca:
- Cabeza de lista en Teruel: No se presentan en esta provincia
- Cabeza de lista en Zaragoza: Fernando Díaz Sanz

#### Partido Comunista de los Pueblos de España (PCPE)
- Nombre de la candidatura: Partido Comunista de los Pueblos de España
- Integrantes de la candidatura: Partido Comunista de los Pueblos de España (PCPE)
- Cabeza de lista en Huesca:
- Cabeza de lista en Teruel: No se presentan en esta provincia
- Cabeza de lista en Zaragoza: Miguel Ángel Galindo

#### Recortes Cero (RECORTES CERO)
- Nombre de la candidatura: Recortes Cero
- Integrantes de la candidatura: Agrupación de electores Recortes Cero (RECORTES CERO)
- Cabeza de lista en Huesca: Manuel Ortiz
- Cabeza de lista en Teruel: Raúl Anadón
- Cabeza de lista en Zaragoza: Ana Arguedas

### Candidaturas no proclamadas
Todas las candidaturas presentadas fueron proclamadas.

## Campaña electoral

### Lemas de campaña
- Partido Popular de Aragón: "Por una regeneración democrática"
- PSOE Aragón: "Gobernar para la mayoría"
- Partido Aragonés: "Aragoneses llenos de vida"
- Chunta Aragonesista: "#SomosAragón"
- Izquierda Unida Aragón: "El poder de la gente"
- Podemos Aragón: "Aragón, gente valiente"
- Ciudadanos: "Ha llegado nuestro tiempo"
- UPyD: "Libres para defender tus intereses"
- Equo: "#PonlosVerdes" (castellano)  "#MetelosBerdes" (aragonés)
- Compromiso con Aragón:
- PACMA-Partido Animalista:
- Federación de los Independientes de Aragón:
- Escaños en Blanco: "La democracia empieza contigo"
- Bloque Aragonés: "Trabajando por la tierra"
- Partido Comunista de los Pueblos de España:
- Recortes Cero:

## Encuestas
Las encuestas están ordenadas por orden temporal, de más nuevas a más antiguas.

### Intención de voto
A continuación, la intención de voto en porcentaje.
| Fecha              | Empresa/Fuente   | Medio             | PP      | PSOE        | PAR     | CHA   | IU     | UPyD  | Cs    | Pod.  | Otros  | Dif.   |  |      |      |     |     |
| ------------------ | ---------------- | ----------------- | ------- | ----------- | ------- | ----- | ------ | ----- | ----- | ----- | ------ | ------ |  | ---- | ---- | --- | --- |
| Fecha              | Empresa/Fuente   | Medio             | 4–5 May | Metroscopia | El País | 23.9  | 21.9   | 3.0   | 2.9   | 7.0   | Otros  | Dif.   |  | 15.9 | 22.5 | 2.9 | 1.4 |
| 15–30 Apr          | Intercampo       | -                 | 26.0    | 19.5        | 4.0     | 3.0   | 2.0    | 1.5   | 19.5  | 24.5  | 0.0    | 1.5    |  |      |      |     |     |
| 22–24 Abr          | GAD3             | ABC               | 28.4    | 21.1        | 4.6     | 3.9   | 5.3    | 0,8   | 16.2  | 15.7  | 4.0    | 7.3    |  |      |      |     |     |
| 6–17 Abr           | A+M              | Heraldo de Aragón | 28.0    | 20.9        | 8.3     | 7.2   | 5.0    | 0.9   | 11.3  | 14.9  | 3.6    | 7.1    |  |      |      |     |     |
| 20 Mar–9 Abr       | NC-Report        | La Razón          | 30.8    | 26.4        | 6.8     | 6.3   | 4.3    | 1.1   | 10.4  | 11.5  | 2.4    | 4.4    |  |      |      |     |     |
| 2015               |                  |                   |         |             |         |       |        |       |       |       |        |        |  |      |      |     |     |
| 25 de mayo de 2014 | Europeas         | -                 | (27.9)  | (24.3)      | —       | (4.5) | (9.4)  | (8.5) | (2.9) | (9.5) | (13.0) | (3.6)  |  |      |      |     |     |
| 10 Mar–3 Abr       | A+M              | Heraldo de Aragón | 31.2    | 29.6        | 7.0     | 6.8   | 9.3    | 8.5   |       |       | 7.6    | 1.6    |  |      |      |     |     |
| 2014               |                  |                   |         |             |         |       |        |       |       |       |        |        |  |      |      |     |     |
| 15 Abr–10 May      | NC-Report        | La Razón          | 36.3    | 27.1        |         |       |        |       |       |       | 36.6   | 9.2    |  |      |      |     |     |
| 23 Abr             | A+M              | Heraldo de Aragón | 32.2    | 28.7        | 8.4     | 10.1  | 9.7    | 3.8   |       | 7.1   | 3.5    |        |  |      |      |     |     |
| 2013               |                  |                   |         |             |         |       |        |       |       |       |        |        |  |      |      |     |     |
| 2012               |                  |                   |         |             |         |       |        |       |       |       |        |        |  |      |      |     |     |
| 20 Nov 2011        | Generales        | -                 | (47.7)  | (31.5)      | c. PP   | c. IU | (10.5) | (5.8) |       |       | (4.5)  | (16.2) |  |      |      |     |     |
| 22 de mayo de 2011 | Autonómicas 2011 | -                 | 39.7    | 29.0        | 9.2     | 8.2   | 6.2    | 2.3   | 5.4   | 10.7  |        |        |  |      |      |     |     |

### Escaños
Se requieren 34 escaños para una mayoría absoluta en las Cortes de Aragón.
| Fecha         | Empresa/Fuente    | Medio             | PP      | PSOE        | PAR     | CHA   | IU    | UPyD  | Cs      | Pod.    | Otros |   |    |    |   |
| ------------- | ----------------- | ----------------- | ------- | ----------- | ------- | ----- | ----- | ----- | ------- | ------- | ----- | - | -- | -- | - |
| Fecha         | Empresa/Fuente    | Medio             | 4–5 May | Metroscopia | El País | 19    | 16    | 3     | 1       | 4       | Otros | 0 | 10 | 14 | 0 |
| 22–24 Abr     | GAD3              | ABC               | 19 / 22 | 15 / 16     | 3 / 4   | 2 / 3 | 2 / 3 | 0     | 11 / 12 | 10 / 12 | 0     |   |    |    |   |
| 6–17 Abr      | A+M               | Heraldo de Aragón | 19 / 22 | 15 / 18     | 4 / 7   | 3 / 4 | 1 / 2 | 0     | 7 / 11  | 11 / 14 | 0     |   |    |    |   |
| 20 Mar–9 Abr  | NC-Report         | La Razón          | 23 / 24 | 20 / 21     | 4 / 5   | 2 / 3 | 1 / 2 | 0     | 7 / 8   | 8 / 9   | 0     |   |    |    |   |
| 2015          |                   |                   |         |             |         |       |       |       |         |         |       |   |    |    |   |
| 31 Oct        | Llorente & Cuenca | -                 | 21 / 25 | 17 / 19     | 6 / 7   | 2 / 6 | 4 / 6 | 2     | 0       | 9 / 14  | 0     |   |    |    |   |
| 25 May 2014   | Europeas          | -                 | (24)    | (21)        | —       | (2)   | (7)   | (5)   | (1)     | (7)     | (0)   |   |    |    |   |
| 10 Mar–3 Abr  | A+M               | Heraldo de Aragón | 22 / 26 | 21 / 25     | 4 / 6   | 4 / 7 | 6 / 9 | 5 / 8 | 0       | 0       | 0     |   |    |    |   |
| 2014          |                   |                   |         |             |         |       |       |       |         |         |       |   |    |    |   |
| 15 Oct–12 Nov | NC-Report         | La Razón          | 27 / 28 | 21 / 22     | 6 / 7   | 6 / 7 | 6 / 7 | 0 / 2 | 0       |         | 0     |   |    |    |   |
| 15 Abr–10 May | NC-Report         | La Razón          | 28 / 29 | 21 / 22     | 6 / 7   | 4 / 5 | 4 / 5 | 0     | 0       | 0       |       |   |    |    |   |
| 23 Abr        | A+M               | Heraldo de Aragón | 23 / 26 | 21 / 24     | 6 / 9   | 6 / 9 | 5 / 8 | 1 / 3 | 0       | 0       |       |   |    |    |   |
| 2013          |                   |                   |         |             |         |       |       |       |         |         |       |   |    |    |   |
| 2012          |                   |                   |         |             |         |       |       |       |         |         |       |   |    |    |   |
| 20 Nov 2011   | Generales         | -                 | (36)    | (23)        | c. PP   | c. IU | (6)   | (2)   |         |         | (0)   |   |    |    |   |
| 22 May 2011   | Autonómicas 2011  | -                 | 30      | 22          | 7       | 4     | 4     | 0     | 0       |         |       |   |    |    |   |

## Jornada electoral

### Sondeos publicados el día de las elecciones
El día de las elecciones, tras el cierre de las urnas, a las 20:00 horas, 'GAD3' publicó en 'Antena 3' los resultados en escaños de las encuestas que había venido realizando durante las dos últimas semanas. 
| Instituto | Medio de publicación | Fecha      | Hora  |       |       |       |     |     |     |   |
| --------- | -------------------- | ---------- | ----- | ----- | ----- | ----- | --- | --- | --- | - |
| GAD3      | Antena3              | 24/05/2015 | 20:00 | 20-22 | 16-17 | 12-13 | 8-9 | 3-5 | 2-3 | 2 |

### Escrutinio

#### Resultado autonómico
| ← Elecciones a Cortes de Aragón de 2015→ |                                                    |                     |         |       |         |     |
| Presidente y gobierno | Partido                                            | Candidato           | Votos   | %     | Escaños | +/- |
| - Presidente: Javier Lambán - Gobierno: PSOE - CHA - Censo: 1 020 106 - Votantes: 676 654 - Abstención: - Válidos: 667 858 - A candidatura: 654 634 - Nulos: 8796 | Partido Popular de Aragón (PP de Aragón)           | Luisa Fernanda Rudi | 183 654 | 27,50 | 21      | -9  |
| - Presidente: Javier Lambán - Gobierno: PSOE - CHA - Censo: 1 020 106 - Votantes: 676 654 - Abstención: - Válidos: 667 858 - A candidatura: 654 634 - Nulos: 8796 | Partido de los Socialistas de Aragón (PSOE-Aragón) | Javier Lambán       | 143 096 | 21,43 | 18      | -4  |
| - Presidente: Javier Lambán - Gobierno: PSOE - CHA - Censo: 1 020 106 - Votantes: 676 654 - Abstención: - Válidos: 667 858 - A candidatura: 654 634 - Nulos: 8796 | Podemos                                            | Pablo Echenique     | 137 325 | 20,56 | 14      | +14 |
| - Presidente: Javier Lambán - Gobierno: PSOE - CHA - Censo: 1 020 106 - Votantes: 676 654 - Abstención: - Válidos: 667 858 - A candidatura: 654 634 - Nulos: 8796 | Partido Aragonés (PAR)                             | Arturo Aliaga       | 45 846  | 6,86  | 6       | -1  |
| - Presidente: Javier Lambán - Gobierno: PSOE - CHA - Censo: 1 020 106 - Votantes: 676 654 - Abstención: - Válidos: 667 858 - A candidatura: 654 634 - Nulos: 8796 | Ciudadanos-Partido de la Ciudadanía (C's)          | Susana Gaspar       | 62 907  | 9,42  | 5       | +5  |
| - Presidente: Javier Lambán - Gobierno: PSOE - CHA - Censo: 1 020 106 - Votantes: 676 654 - Abstención: - Válidos: 667 858 - A candidatura: 654 634 - Nulos: 8796 | Chunta Aragonesista (CHA)                          | José Luis Soro      | 30 618  | 4,58  | 2       | -2  |
| - Presidente: Javier Lambán - Gobierno: PSOE - CHA - Censo: 1 020 106 - Votantes: 676 654 - Abstención: - Válidos: 667 858 - A candidatura: 654 634 - Nulos: 8796 | Izquierda Unida de Aragón (IUA)                    | Patricia Luquin     | 28 184  | 4,22  | 1       | -3  |
| - Presidente: Javier Lambán - Gobierno: PSOE - CHA - Censo: 1 020 106 - Votantes: 676 654 - Abstención: - Válidos: 667 858 - A candidatura: 654 634 - Nulos: 8796 | Unión Progreso y Democracia (UPyD)                 | José Luis Lajara    | 5708    | 0,85  | 0       |     |
| - Presidente: Javier Lambán - Gobierno: PSOE - CHA - Censo: 1 020 106 - Votantes: 676 654 - Abstención: - Válidos: 667 858 - A candidatura: 654 634 - Nulos: 8796 | Escaños en Blanco (EB)                             |                     | 5323    | 0,80  | 0       |     |
| - Presidente: Javier Lambán - Gobierno: PSOE - CHA - Censo: 1 020 106 - Votantes: 676 654 - Abstención: - Válidos: 667 858 - A candidatura: 654 634 - Nulos: 8796 | Partido Animalista (PACMA)                         | Luz Navarro         | 4946    | 0,74  | 0       |     |
| - Presidente: Javier Lambán - Gobierno: PSOE - CHA - Censo: 1 020 106 - Votantes: 676 654 - Abstención: - Válidos: 667 858 - A candidatura: 654 634 - Nulos: 8796 | Compromiso con Aragón                              | Joaquín Moreno      | 2844    | 0,43  | 0       |     |
| - Presidente: Javier Lambán - Gobierno: PSOE - CHA - Censo: 1 020 106 - Votantes: 676 654 - Abstención: - Válidos: 667 858 - A candidatura: 654 634 - Nulos: 8796 | Equo                                               | Lorenzo Meler       | 1256    | 0,19  | 0       |     |
| - Presidente: Javier Lambán - Gobierno: PSOE - CHA - Censo: 1 020 106 - Votantes: 676 654 - Abstención: - Válidos: 667 858 - A candidatura: 654 634 - Nulos: 8796 | Agrupación electoral Recortes Cero Zaragoza        |                     | 815     | 0,12  | 0       |     |
| - Presidente: Javier Lambán - Gobierno: PSOE - CHA - Censo: 1 020 106 - Votantes: 676 654 - Abstención: - Válidos: 667 858 - A candidatura: 654 634 - Nulos: 8796 | Federación de los Independientes de Aragón (FIA)   |                     | 648     | 0,10  | 0       |     |
| - Presidente: Javier Lambán - Gobierno: PSOE - CHA - Censo: 1 020 106 - Votantes: 676 654 - Abstención: - Válidos: 667 858 - A candidatura: 654 634 - Nulos: 8796 | Partido Comunista de los Pueblos de España (PCPE)  |                     | 616     | 0,09  | 0       |     |
| - Presidente: Javier Lambán - Gobierno: PSOE - CHA - Censo: 1 020 106 - Votantes: 676 654 - Abstención: - Válidos: 667 858 - A candidatura: 654 634 - Nulos: 8796 | Bloque Aragonés (BAR)                              |                     | 581     | 0,09  | 0       |     |
| - Presidente: Javier Lambán - Gobierno: PSOE - CHA - Censo: 1 020 106 - Votantes: 676 654 - Abstención: - Válidos: 667 858 - A candidatura: 654 634 - Nulos: 8796 | Agrupación electoral Recortes Cero                 |                     | 147     | 0,02  | 0       |     |
| - Presidente: Javier Lambán - Gobierno: PSOE - CHA - Censo: 1 020 106 - Votantes: 676 654 - Abstención: - Válidos: 667 858 - A candidatura: 654 634 - Nulos: 8796 | Recortes Cero Teruel                               |                     | 120     | 0,02  | 0       |     |
| - Presidente: Javier Lambán - Gobierno: PSOE - CHA - Censo: 1 020 106 - Votantes: 676 654 - Abstención: - Válidos: 667 858 - A candidatura: 654 634 - Nulos: 8796 | Votos en blanco                                    | N/A                 | 13 224  | 1,98  | N/A     | N/A |

#### Resultados por provincias

##### Provincia de Huesca
Número de diputados en las Cortes de Aragón por la provincia de Huesca
PSOE    6 diputados
PP      5 diputados   
PODEMOS 4 diputados
PAR     2 diputados
Cs     1 diputado

##### Provincia de Zaragoza
Número de diputados en las Cortes de Aragón por la provincia de Zaragoza
PP     11 diputados
PODEMOS 8 diputados
PSOE    8 diputados 
Cs     3 diputados
PAR     2 diputados
CHA     2 diputados
IU      1 diputado

##### Provincia de Teruel
Número de diputados en las Cortes de Aragón por la provincia de Teruel
PP      5 diputados 
PSOE    4 diputados
PODEMOS 2 diputados
PAR     2 diputados
Cs     1 diputado

## Investidura de los nuevos cargos

### Elección e investidura del Presidente de Aragón
| Candidato            | Fecha                                                  | Voto       |    |    |    |   |   |   |   | Total |
| -------------------- | ------------------------------------------------------ | ---------- | -- | -- | -- | - | - | - | - | ----- |
| Javier Lambán (PSOE) | 3 de julio de 2015 Mayoría requerida: Absoluta (34/67) | Sí         |    | 18 | 14 |   |   | 2 | 1 | 35/67 |
| Javier Lambán (PSOE) | 3 de julio de 2015 Mayoría requerida: Absoluta (34/67) | No         | 21 |    |    | 6 | 5 |   |   | 32/67 |
| Javier Lambán (PSOE) | 3 de julio de 2015 Mayoría requerida: Absoluta (34/67) | Abstención |    |    |    |   |   |   |   | 0/67  |